# مارک آزبرن (فیلمساز)
مارک آزبرن (انگلیسی: Mark Osborne؛ زادهٔ ۱۷ سپتامبر ۱۹۷۰) کارگردان فیلم، تهیه‌کننده، فیلم‌نامه‌نویس و پویانمای اهل ایالات متحده آمریکا است.
وی همچنین برندهٔ جوایزی همچون کمک‌هزینه گوگنهایم و جایزه آنی شده است.

## بخشی از فیلمشناسی
- بیشتر (۱۹۹۸)
- فیلم باب‌اسفنجی شلوار مکعبی (۲۰۰۴)
- پاندای کونگ‌فوکار (۲۰۰۸)
- باب‌اسفنجی شلوارسرگیجه (۲۰۱۱)